# Никита: Отмъщението
Вижте пояснителната страница за други значения на Никита.
„Никита: Отмъщението“ (на английски: Nikita) е американски сериал, който се излъчва по The CW от 9 септември 2010 до 27 декември 2013 г.
Базиран е на култовия френски филм „Никита“ и предишния сериал „Никита“.

## Актьорски състав

### Главни герои
- Маги Кю в ролята на Никита Миърс: Бивша шпионка и убиец, която обещава да унищожи тайната агенция „Дивизията“, която я е обучила.
- Линдзи Фонсека в ролята на Александра Алекс Удинов: Млада жена, която Никита е спасила и обучила, след което тя влиза в „Дивизията“ за да търси отмъщение, тъй като са убили семейството ѝ.
- Шейн Уест в ролята на Майкъл Бишъп: Бивш агент на „Дивизията“, който има връзка с Никита и също иска да унищожи „Дивизията“, защото са убили семейството му и са го лъгали.
- Арън Станфорд в ролята на Сиймор Бъркоф: Компютърен гений и свободомислещ човек, който е работил за „Дивизията“, но е избягал.
- Мелинда Кларк в ролята на Аманда: Майсторката на манипулацията, запитването и психолог, както и настояща началничка на „Дивизията“.
- Дилън Кейси (сезон 2-понастоящем) в ролята на Шон Пиърс: Нает от Seal BMC, за да държи под око Алекс.
- Ноа Бийн в ролята на Райън Флечър: Агент и анализатор на ЦРУ, който е съюзник на Никита и настоящ началник на „Дивизията“ от финала на втори сезон.
- Девън Сауа в ролята на Оуен Елиът/Сам Матюс: Бивш чистач на „Дивизията“, който е работил с Никита и частично с Гогол, за да получи черните кутии.

### Гост звезди
- Камерън Дадо в ролята на Чарли Грейсън: Президентът на САЩ
- Мишел Нолдън в ролята на Катлин Спенсър: Вицепрезидентът на САЩ

### Бивши герои
- Зандър Бъркли в ролята на Персивал Рос „Пърси“: Участва в първите два сезона като началник на „Дивизията“, убит от Никита.
- Аштън Холмс в ролята на Том: Агент на „Дивизията“, убит от Алекс и обвинен за съучастник на Никита.
- Тифани Хайнс в ролята на Джейдън: Агентка, която постоянно се сблъсква с Алекс и е убита от Нейтън, докато тя се опитва да убие Алекс.

## „Никита: Отмъщението“ в България
В България сериалът започва излъчване на 2 юли 2012 г. по bTV с разписание от понеделник до четвъртък в 21:00 с повторение от 03:00. Първи сезон завършва на 8 август. На 9 август започва втори сезон със същото разписание, а от 3 септември повторенията са преместени в 02:00. На 5 септември е излъчен за последно шестнадесети епизод от втори сезон, след което сезонът е временно спрян. На 22 април 2014 г. започва отново първи сезон с разписание от вторник до събота от 00:00 и завършва на 21 май. На 22 май стартира втори сезон със същото разписание и завършва на 21 юни, като този път са излъчени всички епизоди. На 12 юни 2015 г. започва повторното излъчване на втори сезон от седемнадесети епизод с разписание от вторник до събота от 01:00 и завършва на 20 юни. На 31 октомври 2015 г. започва трети сезон с разписание от вторник до събота от 00:00 и завършва на 1 декември. На 17 август 2016 г. започва отново трети сезон с разписание от вторник до събота от 00:00 и завършва на 15 септември. На 16 септември започва четвърти сезон с разписание от вторник до събота от 00:00.
На 11 март 2013 г. по bTV Cinema започва първи сезон с разписание всеки делник в 20:00 с повторение от 23:00 и завършва на 9 април. На 28 януари 2014 г. започва отново първи сезон с разписание всеки делник от 18:00 с повторение на следващия ден от 06:00. Той завършва на 26 февруари. На 27 февруари започва втори сезон, като от 21 март започват останалите седем епизода от втори сезон, премиерно всеки делник от 18:00 с повторение от 06:00 и завършва на 31 март. На 25 март 2015 г. започва отново втори сезон с разписание всеки делник от 20:00 с повторение от 01:00 и завършва на 24 април. На 27 април започва премиерно трети сезон премиерно с разписание всеки делник от 20:00 с повторение от 01:00 и завършва на 26 май. На 10 декември започва отново трети сезон с разписание всеки делник от 13:30 и завършва на 8 януари 2016 г. На 1 юли стартира за пореден път трети сезон с разписание всеки делник от 20:00. На 2 август започва премиерно четвърти сезон, всеки делник от 20:00 и приключва на 9 август.
В трети и четвърти сезон дублажът е на студио VMS. Ролите се озвучават от артистите Радосвета Василева, Гергана Стоянова, Станислав Димитров, Даниел Цочев и Ивайло Велчев. В трети и четвърти сезон на VMS по погрешка е подаден съставът на оригиналния сериал „Никита“ и затова ролите се озвучават от Лина Златева, Ани Василева, Тодор Георгиев, Николай Николов и Симеон Владов.